# فرودگاه شهری لیوینگ استون (تنسی)
فرودگاه شهری لیوینگ استون (تنسی) (به انگلیسی: Livingston Municipal Airport (Tennessee)) یک فرودگاه همگانی بهره‌برداری هوایی است که یک باند فرود آسفالت دارد و طول باند آن ۱۲۱۹ متر است. این فرودگاه در شهر لیوینگستن، تگزاس کشور ایالات متحده آمریکا قرار دارد و در ارتفاع ۴۱۸ متری از سطح دریا واقع شده است.